# Hieracium liptoviense
Hieracium liptoviense là một loài thực vật có hoa trong họ Cúc. Loài này được Borbás mô tả khoa học đầu tiên năm 1894.